# 1087
Năm 1087 là một năm trong lịch Julius.